# ماتياس سيران
ماتياس سيران (بالفرنسية: Mathias Serin)‏ (1 أغسطس 1991 في فرنسا - ) هو لاعب كرة قدم فرنسي في مركز الوسط. لعب مع نادي أنجيه ونادي تشاتيليراولت وSO Romorantin ‏ وسيه شارتر ‏.

## وصلات خارجية
- ماتياس سيران على موقع رابطة كرة القدم الفرنسية للمحترفين (الإنجليزية)
- ماتياس سيران على موقع قاعدة بيانات كرة القدم.إي يو (الإنجليزية)
- ماتياس سيران على موقع ليكيب (الفرنسية)
- ماتياس سيران على موقع Soccerway.com (الإنجليزية)
- ماتياس سيران على موقع AS.com (الإسبانية)